# Christine Boudrias
Christine Boudrias (n. 3 septembrie 1972, Montréal, provincia Québec, Canada) este o sportivă ce a reprezentat Canada, medaliată olimpică. A participat la două ediții ale Jocurilor Olimpice (1994, 1998) în care a câștigat o medalie de argint și o medalie de bronz.